# Ланджер, Брет
Брет Ла́нджер (англ. Robert Brett Lunger; род. 14 ноября 1945, Уилмингтон, Делавэр) — американский автогонщик, участник чемпионата мира по автогонкам в классе Формула-1. Очков не заработал, наилучшим результатом стало одно 7-е место. Получил известность, как один из пилотов, вытащивших Ники Лауду из огня во время Гран-при Германии 1976 года.

## Полная таблица результатов в Ф1
| Легенда к таблице |                                                                    |
| --- | ------------------------------------------------------------------ |
| В таблице перечислены результаты всех Гран-при Формулы-1, в которых принимал участие гонщик. Строками таблицы являются сезоны, столбцами — этапы чемпионата мира. В каждой клетке указаны сокращённое название этапа и результат, дополнительно обозначенный цветом. Расшифровка обозначений и цветов представлена в нижеследующей таблице. |                                                                    |
| \| Пример \| Описание \| \| ------------ \| ------------------------------------------------------------------ \| \| 1 \| Победитель \| \| 2 \| Второе место \| \| 3 \| Третье место \| \| 5 \| Финишировал, заработав очки \| \| Сход \| Не финишировал, но при этом заработал очки \| \| 12 \| Финишировал, не получив очков \| \| НКЛ \| Финишировал, но не попал в финальную классификацию \| \| 15 \| Участвовал вне зачёта, либо по отдельной классификации \| \| 18 \| Не финишировал, но попал в финальную классификацию \| \| Сход \| Не финишировал \| \| НКВ \| Не прошёл квалификацию \| \| НПКВ \| Не прошёл предквалификацию \| \| ДСК \| Дисквалифицирован \| \| ИСК \| Исключён из протокола соревнований \| \| ТТ \| Заявлен для участия только в тренировках \| \| НС \| Участвовал в квалификации, но не стартовал в гонке \| \| Т \| Травмирован или болен \| \| ОТК \| Отказ от участия \| \| НТР \| Прибыл на соревнования, но на трассу не выезжал \| \| НПР \| Был заявлен в числе участников, но не прибыл к началу соревнований \| \| О \| Соревнования отменены \| \| \| Не участвовал \| \| Поул-позиция \| \| \| Быстрый круг \| \| |                                                                    |
| Пример | Описание                                                           |
| 1 | Победитель                                                         |
| 2 | Второе место                                                       |
| 3 | Третье место                                                       |
| 5 | Финишировал, заработав очки                                        |
| Сход | Не финишировал, но при этом заработал очки                         |
| 12 | Финишировал, не получив очков                                      |
| НКЛ | Финишировал, но не попал в финальную классификацию                 |
| 15 | Участвовал вне зачёта, либо по отдельной классификации             |
| 18 | Не финишировал, но попал в финальную классификацию                 |
| Сход | Не финишировал                                                     |
| НКВ | Не прошёл квалификацию                                             |
| НПКВ | Не прошёл предквалификацию                                         |
| ДСК | Дисквалифицирован                                                  |
| ИСК | Исключён из протокола соревнований                                 |
| ТТ | Заявлен для участия только в тренировках                           |
| НС | Участвовал в квалификации, но не стартовал в гонке                 |
| Т | Травмирован или болен                                              |
| ОТК | Отказ от участия                                                   |
| НТР | Прибыл на соревнования, но на трассу не выезжал                    |
| НПР | Был заявлен в числе участников, но не прибыл к началу соревнований |
| О | Соревнования отменены                                              |
| | Не участвовал                                                      |
| Поул-позиция |                                                                    |
| Быстрый круг |                                                                    |

| Сезон | Команда                          | Шасси        | Двигатель                | Ш | 1      | 2        | 3       | 4        | 5        | 6     | 7       | 8       | 9        | 10       | 11       | 12     | 13       | 14       | 15     | 16     | 17  | Место | Очки |
| ----- | -------------------------------- | ------------ | ------------------------ | - | ------ | -------- | ------- | -------- | -------- | ----- | ------- | ------- | -------- | -------- | -------- | ------ | -------- | -------- | ------ | ------ | --- | ----- | ---- |
| 1975  | Hesketh                          | Hesketh 308  | Ford Cosworth DFV 3.0 V8 | G | АРГ    | БРА      | ЮАР     | ИСП      | МОН      | БЕЛ   | ШВЕ     | НИД     | ФРА      | ВЕЛ      | ГЕР      | АВТ 13 | ИТА 10   | США Сход |        |        |     | -     | 0    |
| 1976  | Surtees                          | Hesketh 308  | Ford Cosworth DFV 3.0 V8 | G | БРА    | ЮАР 11   | СШЗ НКВ | ИСП НКВ  | БЕЛ Сход | МОН   | ШВЕ 15  | ФРА 16  | ВЕЛ Сход | ГЕР Сход | АВТ 10   | НИД    | ИТА 14   | КАН 15   | США 11 | ЯПО    |     | -     | 0    |
| 1977  | Chesterfield Racing              | March 761    | Ford Cosworth DFV 3.0 V8 | G | АРГ    | БРА      | ЮАР 14  | СШЗ Сход | ИСП 10   | МОН   |         |         |          |          |          |        |          |          |        |        |     | -     | 0    |
| 1977  | Chesterfield Racing              | McLaren M23B | Ford Cosworth DFV 3.0 V8 | G |        |          |         |          |          |       | БЕЛ НС  | ШВЕ 11  | ФРА НКВ  | ВЕЛ 13   | ГЕР Сход | АВТ 10 | НИД 9    | ИТА Сход | США 10 | КАН 11 | ЯПО | -     | 0    |
| 1978  | Liggett Group / B&S Fabrications | McLaren M23B | Ford Cosworth DFV 3.0 V8 | G | АРГ 13 | БРА Сход | ЮАР 11  | СШЗ НКВ  |          |       |         |         |          |          |          |        |          |          |        |        |     | -     | 0    |
| 1978  | Liggett Group / B&S Fabrications | McLaren M26  | Ford Cosworth DFV 3.0 V8 | G |        |          |         |          | МОН НПКВ | БЕЛ 7 | ИСП НКВ | ШВЕ НКВ | ФРА Сход | ВЕЛ 8    | ГЕР НПКВ | АВТ 8  | НИД Сход | ИТА Сход |        |        |     | -     | 0    |
| 1978  | Ensign                           | Ensign N177  | Ford Cosworth DFV 3.0 V8 | G |        |          |         |          |          |       |         |         |          |          |          |        |          |          | США 13 | КАН    |     | -     | 0    |